# Аран, Залман
Залман Аран (ивр. זלמן ארן‎, 1 марта 1899 — 6 сентября 1970) — израильский социалистический сионистский деятель, педагог и политик.

## Биография
Залман Аронович родился в Юзовке Екатеринославской губернии Российской империи (ныне Донецкая область, Украина) и получил религиозное образование в хедере. Позже он изучал сельское хозяйство в Харькове. В юности он принимал участие в движении Ховевей Цион, и в 1917 году стал членом «Организационного комитета самообороны» движения. Работал учителем и статистиком с 1918 по 1923, в 1920 году, после раскола партии, он присоединился к парии сионистов-социалистов и был членом её секретного ЦК с 1924 по 1925.
В 1926 году он эмигрировал в Палестину, где присоединился к партии Ахдут ха-Авода. Он работал в строительстве и дорожном строительстве. В 1930 году, после объединения Ахдут ха-Аводы с партией Мапай, он был назначен Генеральным секретарем новой партии по Тель-Авиву. С 1936 по 1947 он работал в Исполнительном комитете Гистадрут казначеем и директором Департамента информации и был одним из основателей школы для активистов Гистадрута. Он также стал членом Сионистского Исполнительного комитета в 1946 году и членом его Президиума в 1948 году.
В 1949 он был избран в Кнессет, и был переизбран в 1951, 1955, 1959, 1961 и 1965. Возглавлял комитет иностранных дел и обороны, а также был членом комитета палаты представителей. В 1953 году он был назначен министром без портфеля, а в 1954 году — министром транспорта. С 1955 по 1960 и вновь с 1963 по 1969 год был министром образования и культуры.
На посту министра образования Израиля он ввёл в учебные учреждения программы «еврейского самосознания» и еврейскую традицию, и содействовал расширению технического образования. В 1955 году Кнессет принял его программу реформ израильской системы образования и свои требования для получения диплома о среднем образовании, а также расширение Закона об обязательном образовании в Израиле в возрасте от 14 до 16 лет. Он также способствовал интеграции детей из разных слоёв общества в те же школы, чтобы ускорить «плавильный котёл» Израиля и сократить социально-экономические пробелы в израильском обществе, в том числе создавая развлекательные мероприятия для жителей городов развития.
Будучи министром в правительстве 1967 года, он первоначально поддержал позицию большинства, целью которого было дипломатическое решение проблемы закрытия Египтом пролива Тиран, а не упреждающего удара, который по его мнению представлял большую опасность для тыла и ВВС Израиля. Он также выступил против оккупации Восточного Иерусалима.
Умер в 1970 году. Школа истории Тель-Авивского университета и Центральная библиотека университета Бен-Гуриона в Негеве а также несколько школ в Израиле были названы в его честь.